# Fizikalna kemija
Fizikalna kemija je grana kemije koja koristi fizikalne zakone i metode kod istraživanja kemijskih sustava i reakcije.
U fizikalnoj kemiji ubrajaju se područja koja spoznaju svojstva materije važna u svezi s pretvorbama tvari i s time povezanim energetskim promjenama.
Fizikalna kemija razvija se kao i ostale prirodne znanosti, a povezana je s razvojem eksperimentalnih tehnika. Dijeli se na više subdisciplina koje se često međusobno preklapaju (kvantna kemija, kemijska termodinamika, fenomenološka termodinamika, statistička termodinamika, eksperimentalna kemijska termodinamika (termokemija), kemijska kinetika, elektrokemija, fotokemija, međupovršinska kemija, koloidna kemija).

## Vanjske poveznice
Mrežna mjesta
- Anita Begić Hadžipašić, Fizikalna kemija  Arhivirana inačica izvorne stranice od 30. ožujka 2017. (Wayback Machine), Metalurški fakultet u Sisku, Sisak, 2016.